# Newhalen
Newhalen é uma cidade localizada no estado americano de Alasca, no Distrito de Lake and Peninsula.

## Demografia
Segundo o censo americano de 2000, a sua população era de 160 habitantes.
Em 2006, foi estimada uma população de 134, um decréscimo de 26 (-16.3%).

## Geografia
De acordo com o United States Census Bureau, a localidade tem uma área de 21,6 km², dos quais 15,7 km² cobertos por terra e 5,9 km² cobertos por água.

## Localidades na vizinhança
O diagrama seguinte representa as localidades num raio de 48 km ao redor de Newhalen.